# Vriesea diantha
Vriesea diantha är en gräsväxtart som beskrevs av Hans Edmund Luther. Vriesea diantha ingår i släktet Vriesea och familjen Bromeliaceae. Inga underarter finns listade i Catalogue of Life.